# Freyella attenuata
Freyella attenuata är en sjöstjärneart som beskrevs av Percy Sladen 1889. Freyella attenuata ingår i släktet Freyella och familjen Freyellidae. Inga underarter finns listade i Catalogue of Life.